# 宣武门东大街
39°53′55″N 116°22′21″E / 39.89852°N 116.37237°E
宣武门东大街是位于中国北京市西城区中部的一条大街。

## 简介

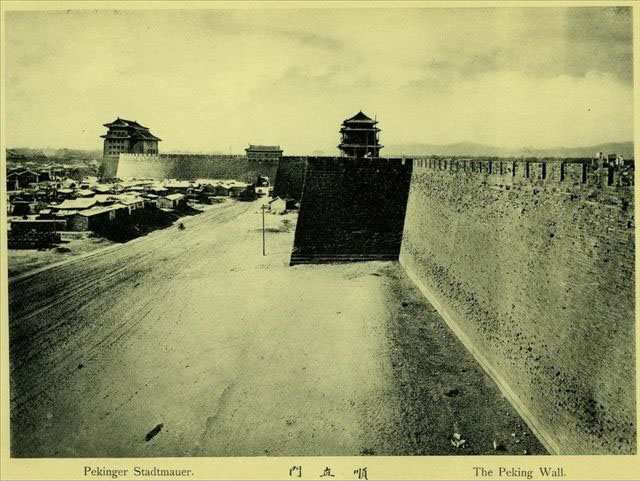
1900年前后的宣武门及其东侧城墙。现已为宣武门东大街。

宣武门东大街东起南新华街北口的和平门，西到宣武门外大街北端的宣武门。1960年代初期，拆除北京内城南城墙，将护城河改为盖板河，兴建北京地铁，建起了前三门楼群。此时形成的交通干道，因位于前门西侧，故称“前门西大街”，从宣武门直到前门。但因该大街太长，不方便民众查找，故1981年将该街分为两部分，其中和平门以东部分仍称“前门西大街”，和平门以西部分改称“宣武门东大街”，因其位于宣武门东侧而得名。
宣武门东大街东端南侧曾有中华人民共和国最大的邮票发行单位——中国邮票总公司，后更名为中国集邮总公司，并已迁走，原址现为中国集邮专卖店No.001。西端南侧有越秀大饭店（后更名为“宣武门商务酒店”）。